# مانويل داميرت
مانويل داميرت (8 مارس 1949 - 25 مارس 2021) سياسي وعالم اجتماع من بيرو. خدم في كونغرس جمهورية بيرو من 1980 إلى 1992 ومن 2013 إلى 2019.

## السيرة الشخصية
ولد داميرت في مقاطعة ميرافلوريس في ليما في 8 مارس 1949 لمانويل داميرت بيليدو وجوليا إيجو أغيري بريدو. درس علم الاجتماع في جامعة سان ماركوس الوطنية، حيث حصل على درجتي البكالوريوس والماجستير.
في عام 1980 في بيرو الانتخابات العامة، ترشح داميرت للكونغرس كعضو في الحزب الشيوعي الثوري. ترشح مرة أخرى في عام 1985، وانضم إلى تحالف اليسار المتحد. أعيد انتخابه مرة أخرى في عام 1990، لكن ولايته توقفت بسبب الانقلاب البيروفي عام 1992.
عاد داميرت إلى السياسة في عام 2011 عندما ترشح للكونغرس كجزء من حزب فوز بيرو، لكنه فشل في أن يتم انتخابه. عندما توفي عضو الكونجرس خافيير دييز كانسيكو في 4 مايو 2013، تم استبداله بداميرت لما تبقى من المدة. في عام 2016 أعيد انتخابه كعضو في حزب الجبهة العريضة. في ديسمبر 2017 تأسس حزب بيرو الجديد بقيادة فيرونيكا ميندوزا وانضم إليه. ترك منصبه في 30 سبتمبر 2019 بعد حل الكونغرس من قبل الرئيس مارتن فيزكارا.
توفي مانويل داميرت بسبب كوفيد 19 في ليما في 25 مارس 2021 عن عمر يناهز 72 عامًا.